# Magnus Hedman
Carl Magnus Hedman, född 19 mars 1973 i Botkyrka, Stockholms län, är en svensk före detta fotbollsmålvakt. Han spelade i det svenska fotbollslandslaget mellan 1997 och 2004, och gjorde totalt 58 A-landskamper.

## Klubbkarriär

### Tidig karriär
Hedman började spela fotboll i Vårby Gård IF, där han spelade mellan 1978 och 1982. Därefter spelade Hedman mellan 1983 och 1986 för IFK Stockholm.

### AIK
Som 14-åring värvades han 1987 till AIK. Den 1 oktober 1990 gjorde Hedman allsvensk debut mot IFK Göteborg, 17 år och 6 månader gammal som den då näst yngsta allsvenske AIK-debutanten genom tiderna. Han blev svensk mästare 1992 i AIK. Året därefter blev Hedman förstemålvakt i AIK och spelade 26 matcher i Allsvenskan 1993. Hedman gjorde en imponerande vårsäsong 1994 och blev uttagen i Sveriges trupp till VM 1994 i USA.
Han blev Svenska Cupen-mästare med AIK både 1996 och 1997, och storspelade när AIK mötte FC Barcelona i kvartsfinalerna i Cupvinnarcupen i mars 1997. Hedman spelade sin sista AIK-match den 29 juni 1997 hemma mot Örebro SK.

### Coventry City
Sommaren 1997 värvades Hedman av Premier League-klubben Coventry City, där han skrev på ett fyraårskontrakt. Han blev då den förste svenska målvakten i Premier League, och klubbkamrat med Roland Nilsson. Det tog en halv säsong innan Hedman blev förstemålvakt, och petade målvaktslegendaren Steve Ogrizovic, som hade varit ordinarie i klubben sedan 1984. Hedman höll nollan i debuten som kom mot Tottenham 13 december 1997. Han behöll sin position som förstemålvakt, och förlängde först kontraktet till 2004, men stannade inte hela kontraktstiden.   
Hedman fick skador under vintern 2000, kom tillbaka, men efter några matcher utan vinst i början av 2001, satsade tränaren Gordon Strachan på den yngre målvakten Chris Kirkland.  Coventry åkte dock ur Premier League efter 34 år i högstadivisionen. 
Hedman spelade sin sista säsong med Coventry i EFL Championship. Det blev en frustrerande tid för klubben, och i en 4-0 förlust mot Preston, blev Hedman attackerad av ett fan som stormade in på planen. Coventry missade att ta sig tillbaka till Premier League.  

### Celtic
Sommaren 2002 skrev Hedman på för skotska Celtic, och blev klubbkamrat med Johan Mjällby och Henrik Larsson.
Det började direkt med en bristning i vaden, och redan första säsongen var han utanför startelvan, och det blev bara totalt 10 matcher första säsongen. Hedman satt på bänken när Celtic förlorade UEFA-cupfinalen 2003.
Hedman kom tillbaka efter sommaren och blev förstaval hösten 2003. Han höll bl.a. nollan mot Bayern München i Champions League. Sedan kom 2-3-förlusten mot Lyon 10 december 2003. Hedman släppte olyckligt in ett till synes inte otagbart långskott. Hedman blev petad, hans vad hade kurerats men fick sedan problem med ett knä.   
För att kunna konkurrera om målvaktsplatsen i Sveriges EM-trupp 2004, behövde Hedman matcher och han blev i januari 2004 utlånad till italienska Ancona, där han blev klubbkamrat med Daniel Andersson. I Ancona fick Hedman bara stå i 3 matcher, på grund av nya skador, men gjorde det bra. De åkte dock ur Serie A. Hedman påstod efteråt att flera spelare i Ancona skulle ha varit mutade i sista ligamatchen för säsongen mot Perugia.
Under sista säsongen spelade Hedman 8 matcher på vintern i Celtic, bland annat mot Barcelona och AC Milan i Champions League, men han blev virussjuk och tappade åter sin plats i startelvan. I augusti 2005 meddelade Hedman att han slutade med fotbollen.

### Chelsea
Hedman hade inte spelat professionell fotboll på 1,5 år när han i november 2006 blev klar för en comeback i Chelsea. Hedman spelade inga A-lagsmatcher, men satt på bänken i åtta matcher. Efter säsongen blev han åter expert på TV 4.

### IK Frej
Den 21 juli 2013 gjorde Hedman comeback i målet när den klubb han är målvaktstränare i, IK Frej, hade målvaktskris. 40 år gammal spelade han 90 minuter i Frejs seger med 3–1 mot Selånger i Division 1 Norra.

## Landslagskarriär
1994 gjorde Hedman en imponerande vårsäsong i AIK och blev uttagen i den svenska VM-truppen som tog brons vid VM 1994 i USA. Hedman var tredjemålvakt bakom Thomas Ravelli och Lars Eriksson. Den riktiga landslagsdebuten skedde 9 februari 1997 i en träningsmatch mot Rumänien i Bangkok. När Ravelli slutade efter det missade VM-kvalet, så var Hedman Sveriges förstemålvakt några år framåt.  
Han blev en av de mest erfarna svenska målvakterna genom tiderna och kunde visa upp ett lysande kvalfacit till de stora mästerskapen. När Sverige kvalificerade sig till EM 2000 spelade Hedman åtta matcher och släppte bara förbi sig en enda boll. Hedman stod i Sveriges alla tre matcher i EM 2000, och vann Guldbollen samma år.
Inför VM 2002 spelade blågult tio kvalmatcher. Hedman vaktade målet i samtliga och höll nollan sju gånger. I övriga tre matcher släppte han in ett mål per match, varav en straff mot Turkiet. Han spelade i Sveriges alla fyra matcher i VM 2002. Efter en skadeperiod tappade Hedman sin position som förstemålvakt i landslaget till förmån för Andreas Isaksson.
Hedmans sista landskamp var en VM-kvalmatch där han ersatte en skadad Andreas Isaksson, mot Island 13 oktober 2004.

## Utanför fotbollen
Hedman blev sedan anställd hos TV4:s kanaler i egenskap av expertkommentator, bland annat under dessa kanalers sändningar från spanska La Liga och världsmästerskapen.
Vidare har Hedman medverkat i underhållningsserien Rampfeber med stor framgång, samt i programmet Matchen, där han ledde ett kändislag mot VM-laget från 1994.

### Domar
I slutet av juni 2009 åtalades Hedman för dopningbrott efter att man hittat spår av dopningpreparatet Stanozolol i hans blod. Polisen fann 55 Stanozolol-tabletter i ett par byxor som låg i Hedmans bil. Åtalet gällde dock ej innehav av dopningtabletter då man inte kunnat styrka att de var Hedmans. Han fälldes 1 september 2009 för ringa dopningsbrott mot sitt nekande av Solna tingsrätt. Påföljden sattes till 30 dagsböter à 180 kronor. Därefter fick Hedman sparken från Ren Idrott där han varit ambassadör och fick även sluta som expertkommentator på TV 4.
I biografin När ljuset släcks berättas förutom dopningsbrottet även om hur Hedman dömdes för brott mot sexköpslagen.

## Meriter och utmärkelser
- VM-slutspel: 1994, 2002
- EM-slutspel: 2000, 2004
- Svenska Dagbladets guldmedalj 1994 (som en av spelarna i fotbollslandslaget vilka tilldelades bragdguldet)
- Guldbollen 2000
- Svensk Mästare: 1992
- Svensk Cupmästare: 1996, 1997